# 劉憲章
劉憲章（1591年—1660年），字端甫，號澹安。南直隸常州府武進縣（今屬常州市）人，明末政治人物，復社成員。

## 生平
天启四年（1624年）甲子科應天府鄉試第十六名舉人。崇禎十年（1637年）丁丑科第三甲第七十一名同進士出身，大理寺觀政，十一年授中書舍人。十三年（1640年），任頒詔。敕授徵仕郎。十四年（1641年），任冊封。崇禎十五年（1642年），充壬午科順天鄉試分考官。本年考選廣東道監察御史，巡視皇城。實行保甲，國戚、奸民都不敢橫暴。不避時諱、不受私囑、不憚權貴，數十次上疏論人才得失、民生利弊。力救劉宗周、張瑋、金光辰，舉薦惠世揚、黃道周。
崇禎十六年（1643年），任癸未科會試監試官。巡按直隸真順廣大，巡按真定府時，奏請免除助餉8000兩，免徵運解天津豆料。緝拿占產奪妻的巡撫屬役張九成，杖殺窩藏盜匪的成五雲，奏請處決大盜張申。流寇起，協同督撫練兵防禦，三關告急，巡察三關、邢襄。敕授文林郎，有敕命三道。
福王朱由崧即位南京，補河南道御史，以年邁引疾歸鄉。為復社成員，列名武進縣第二位。清初巡撫、巡按聯合舉薦，奉詔起籍，以臥病為由未就任。

## 著作
有《文程詩統》《詩義雪朗》。

## 家族
劉憲章為武進西營劉氏第九世。祖父劉京。邑庠生。父劉克昌。邑庠生。姻婭毛協恭、陸自巖、吳南灝、瞿士達。

### 妻妾
- 正室：顧氏，敕封孺人。
- 無側室。

### 子女
- 長子：劉元起（1618年－1683年）。康熙十三年歲貢元，考授教職。
- 次子：劉元超（1622年－1691年）。郡庠生，援例入監，山東蒲臺縣佐。
- 三子：劉元趙（？－1647年）。郡庠生。娶崇禎十三年進士、監察御史毛協恭之女。
- 四子：劉元赳（1632年－1719年），生母婁氏。邑庠生，援例入監。娶崇禎十年進士、浙江按察使司副使陸自巖之女。
- 五子：劉元越（1638年－1659年），生母婁氏。邑庠生。娶天啟五年進士、通政司吏科都給事中吳南灝之女。
- 六子：劉元趨（1645年－？），生母婁氏。娶萬曆四十四年進士、河南布政使司參議瞿士達之女。
- 長女，適江陰邑庠生金星潤。
- 次女，適邑庠生史仁祥。
- 三女，適邑庠生丁昇生。